# Cuenca sedimentaria del Amazonas

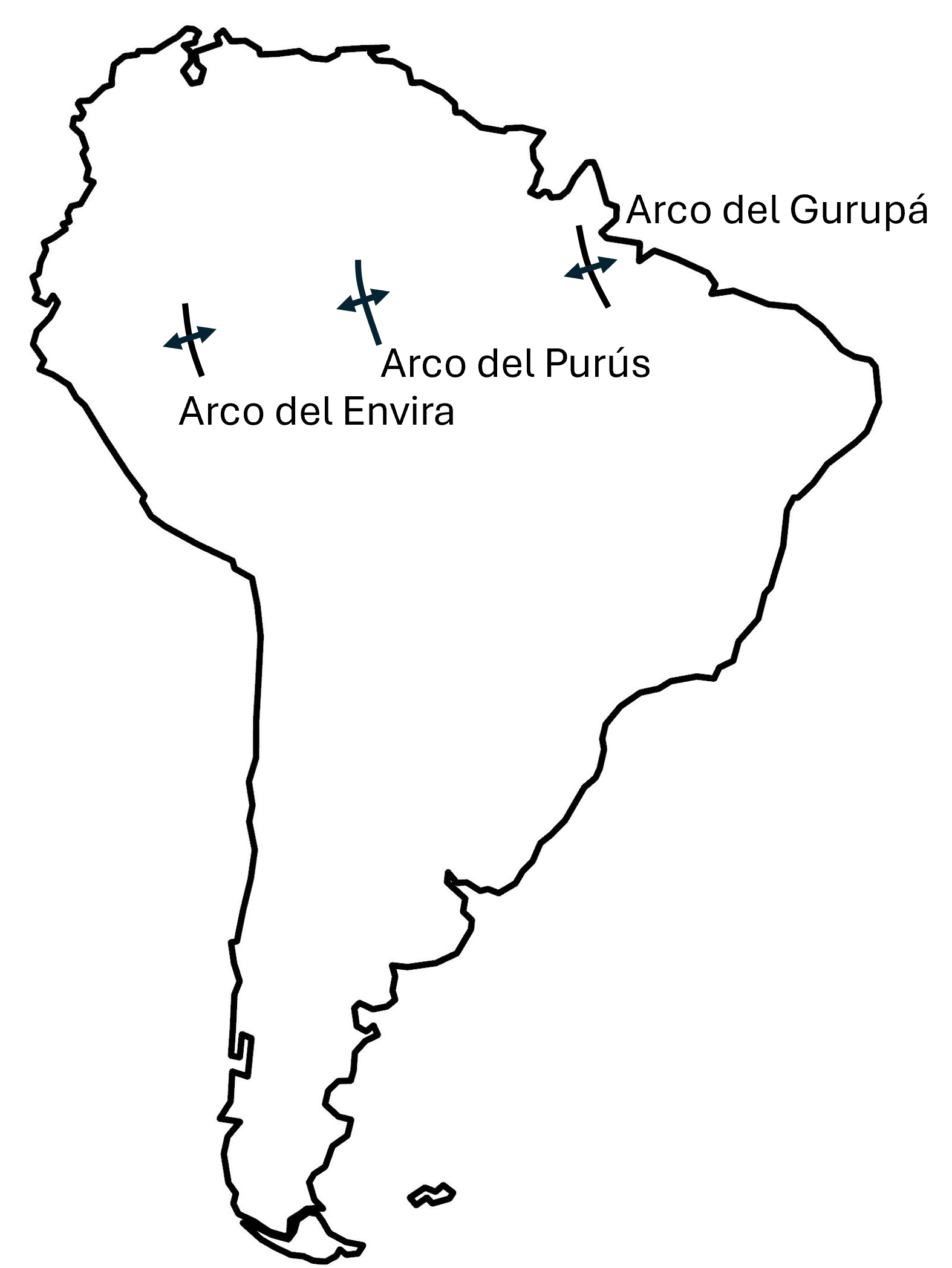
Como muestra el mapa la cuenca sedimentaria del Amazonas se encuentra entre los arcos del Purús y del Gurupá.

La cuenca sedimentaria del Amazonas es una gran cuenca sedimentaria (620.000 km2) ubicada cerca del curso medio e inferior del río Amazonas, al sur del escudo guayanés y al norte del escudo brasileño central. La cuenca se desarrolló sobre un rift que se originó hace unos 550 millones de años durante el Cámbrico.

## Ubicación
La cuenca sedimentaria del Amazonas está ubicada al sur del escudo guayanés, al norte del escudo brasileño Central, al este de la cuenca del Solimões y al oeste de la cuenca de Marajó. Está limitada al oeste por el arco del Purús y al este por el arco del Gurupá. La cuenca tiene una forma alargada con una orientación OSO-ENE. Su eje mayor se extiende desde las cercanías de Manaos hasta el área cercana a la confluencia del río Xingú con el río Amazonas.

## Evolución de la cuenca
La cuenca del Amazonas se desarrolló sobre un rift, llamado rift sub-amazónico, que se originó hace unos 550 millones de años durante la colisión continental del cratón de África Occidental. Partes de la grieta se reactivaron durante la apertura del Atlántico Sur. La cuenca del Amazonas evolucionó a través de la actividad tectónica, que incluye la colisión continental, la subducción y la deformación de partes de la cordillera de los Andes.

## Depósitos de bauxita
La cuenca del Amazonas alberga grandes depósitos de bauxita, una roca sedimentaria rica en aluminio.  El descubrimiento de depósitos de bauxita hace aproximadamente 70 años convirtió a Brasil en uno de los países más importantes en términos de producción y posesión de depósitos de bauxita.